# Kana maculata
Kana maculata är en insektsart som beskrevs av Baker 1923. Kana maculata ingår i släktet Kana och familjen dvärgstritar. Inga underarter finns listade i Catalogue of Life.